# 8 d'octubre
El 8 d'octubre és el dos-cents vuitanta-unè dia de l'any del calendari gregorià i el dos-cents vuitanta-dosè en els anys de traspàs. Queden 84 dies per finalitzar l'any.

## Esdeveniments
Països Catalans
- 1998 - Banyoles (el Pla de l'Estany): el naufragi del vaixell turístic l'Oca a l'estany provoca 21 morts.

Resta del món
- 1600 - San Marino: s'adopta la seva constitució escrita.
- 1871 - Chicago (Illinois): s'inicia el Gran incendi de Chicago.[1]
- 1912 - Montenegro: comença la Primera Guerra Balcànica, entre la Lliga Balcànica i l'Imperi Otomà.
- 1967 - Bolívia: la guerrilla liderada per Che Guevara i els seus homes és capturada.
- 1971 - Gran Bretanya: John Lennon hi publica Imagine.
- 1974 - Baixa Califòrnia Sud i Quintana Roo són declarats estat.
- 1982 - Varsòvia, Polònia: es prohibeix Solidarność.

## Naixements
Països Catalans
- 1877 - Alacant: Luis Foglietti Alberola, compositor de sarsuela valencià (m. 1918).
- 1878 - Barcelona: Feliu Elias i Bracons, àlies Apa i Joan Sacs, dibuixant, caricaturista, pintor, il·lustrador i crític d'art català.
- 1880 - Barcelona: Jaume Pahissa i Jo, compositor i director d'orquestra català (m. 1969).
- 1913 - el Masnou, Maresme: Walda Pla i Rosés, novel·lista catalana (m. 2014).[2]
- 1919
  - Balaguer (la Noguera): Teresa Pàmies i Bertran, escriptora catalana (m. 2012).[3]
  - Barcelona: Manuel Ausensi i Albalat, baríton català. (m. 2005)
- 1927 - Sabadell: Joan Serra i Llobet, waterpolista català (m. 2015).
- 1936 - Sant Feliu de Guíxols, Baix Empordà: Ricard Masó i Llunes, geògraf, aparellador, polític i activista cultural (m. 2015).
- 1937 - Boí: Lourdes Beneria i Farré, economista catalana, catedràtica emèrita, pionera de l'economia feminista.[4]
- 1940 - Ferreries, Menorca: Maria Àngels Cardona i Florit, biòloga, ecologista i botànica menorquina (m. 1991).[5]
- 1950 - Barcelona: Lídia Santos i Arnau, advocada i política catalana.[6]
- 1958 - Barcelona: Mònica Verge Folia, escaladora, esquiadora i alpinista catalana.[7]
- 1969 - Barcelona: Susanna Griso i Raventós, periodista i presentadora de televisió catalana.
- 1980 - Artà, Mallorca: Maria Antònia Massanet, poeta mallorquina.[8]
- 1996 - La Vall d'Uixó, Plana Baixa): Sara Sorribes Tormo, jugadora de tennis valenciana.[9]

Resta del món
- 1715 - Dijon (França): Michel Benoist, missioner jesuïta a la Xina (m. 1774).[10]
- 1741 - Cadis (Espanya): José Cadalso, escriptor i militar (m. 1782)
- 1790 - Noruega: Waldemar Thrane, compositor, violinista i director d'orquestra noruec.
- 1843 - Stavanger: Kitty Lange Kielland, pintora paisatgista noruega (m. 1914).[11]
- 1859 - París (França): Henry Louis Le Châtelier, químic francès (m. 1936).[12]
- 1871 - Ucraïna: Ivan Piddubny, lluitador ucraïnès d'origen cosac.
- 1883 - Friburg de Brisgòvia (Alemanya): Otto Heinrich Warburg, bioquímic i metge alemany, Premi Nobel de Medicina o Fisiologia de 1931 (m.1970).
- 1895 - Lobos, Província de Buenos Aires: Juan Domingo Perón, polític i militar argentí (m. 1974).
- 1899 - Odessa, Imperi Rus: Yaakov Dori, primer cap de l'Estat Major de les Forces de Defensa d'Israel el 1948 (m. 1973).
- 1905 - Buenos Aires, República Argentina: Rodolfo Sciammarella, compositor argentí.
- 1910 - París (França): Paulette Dubost, actriu francesa (m. 2011).[13]
- 1917 - Newton-le-Willowa, Lancashire (Anglaterra): Rodney Robert Porter, bioquímic anglès, Premi Nobel de Medicina o Fisiologia de l'any 1972 (m. 1985).
- 1918 - Lemvig (Dinamarca): Jens Christian Skou, químic danès, Premi Nobel de Química de l'any 1997.
- 1930 - Tòquio (Japó): Tōru Takemitsu, compositor japonès (m. 1996).
- 1941 - Greenville, Carolina del Sud (EUA): Jesse Jackson, polític estatunidenc activista pels drets civils.[14]
- 1943 - Columbus, Ohio (EUA): R.L. Stine, escriptor estatunidenc
- 1948 - Queens, Nova York (EUA): Johnny Ramone, guitarrista i compositor nord-americà, conegut sobretot per ser guitarrista del grup punk The Ramones (m. 2004).[15]
- 1949 - Manhattan, Nova York (EUA): Sigourney Weaver, actriu i productora estatunidenca.[16]
- 1927 - Bahía Blanca (Argentina): César Milstein, bioquímic argentí, Premi Nobel de Medicina o Fisiologia de l'any 1984 (m. 2002).
- 1941 - Greenville, Carolina del Sud (EUA): Jesse Jackson, activista pels drets civils, pastor baptista i polític estatunidenc.[17]
- 1958 - Ixelles, Bèlgica: Ursula von der Leyen, metgessa i política alemanya, Presidenta de la Comissió Europea.[18]
- 1966 - Lahr, Alemanya: Tabea Zimmermann, intèrpret de viola alemanya.[19]
- 1970 - Cambridge (Massachusetts), EUA: Matt Damon, actor i guionista estatunidenc.[20]
- 1987 - Yokohama, Japó: Yuichi Nakamura, actor japonès.

## Necrològiques
Països Catalans
- 1924 - Barcelona: Àngela Vallès Torrentbo, mestra i científica catalana.[21]
- 1993 - el Prat de Llobregat (Baix Llobregat): Santiago Navarro, jugador de bàsquet català.
- 2011 - Llavaneres: Sunsi Móra, professora que ha donat nom a l'institut de Canet de Mar (n. 1958).[22]

Resta del món
- 1439 - Dijon, França: Claus de Werve, escultor holandés (n. cap a 1380).[23]
- 1469 - Spoleto, Itàlia: Filippo Lippi, pintor italià del Quattrocento (segle xv).(n. 1406).[24]
- 1699 - Pall Mall, Anglaterra: Mary Beale, pintora anglesa, retratista, considerada la primera dona pintora professional (n. 1633).[25]
- 1754 - Lisboa, Regne de Portugal: Henry Fielding, escriptor satíric anglès (n. 1707).[26]
- 1768 - París (França): Pierre-Simon Fournier, tipògraf francès (n. 1712).[27]
- 1793 - Quincy, Massachusetts (EUA): John Hancock, mercader, patriota i home d'estat nord-americà (n. 1737)[28]
- 1826 - París: Marie-Guillemine Benoist, pintora francesa d'estil neoclàssic, que conreà també pintura històrica i de gènere (n. 1768).[29]
- 1869 - Concord, Massachusetts, EUA: Franklin Pierce, militar i 14è president dels EUA (n. 1804)[30]
- 1893 - Montcresson, Loiret (França): Patrice de Mac Mahon, mariscal de França i president de la República francesa (n. 1808).[31]
- 1895:
  - Oosterbeek, Renkum: Adriana Johanna Haanen, pintora neerlandesa (n. 1814).[32]
  - Buenos Aires, Argentina: Marta Lynch, escriptora argentina (n. 1925).
- 1904 - Edimburg, Escòciaː Isabella Bird, exploradora, escriptora, fotògrafa i naturalista anglesa del s. XIX (n. 1831).[33]
- 1914 - Olot, La Garrotxa: Josep Berga i Boix, pintor català paisatgista, fundador de l'Escola d'Olot de Pintura.
- 1924 - Leonards-on-Sea, Hastings: Louise Rayner, artista aquarel·lista britànica (n. 1832).[34]
- 1932 - Cracòvia, Kazimiera Bujwidowa, feminista polonesa, defensora del dret de les noies a estudiar (n. 1867).[35]
- 1941 - Chicago, Illinois: Helen Morgan, cantant i actriu de teatre i cinema de nacionalitat nord-americana (n. 1900).[36]
- 1945 - Zúric, Suïssa: Felix Salten, escriptor austríac, autor del llibre infantil Bambi, una vida al bosc i de la novel·la eròtica Josefine Mutzenbacher (n. 1869).[37]
- 1953, Preston, Lancashire, Anglaterra: Kathleen Ferrier, contralt britànica (n. 1912).[38]
- 1963 - Ciutat de Mèxic, Mèxic: Remedios Varo, pintora surrealista mexicana, d'origen català.[39]
- 1967 - Westmisnter, Londres (Anglaterra): Clement Attlee, polític britànic, membre del Partit Laborista i primer ministre del Regne Unit entre 1945 i 1951.(n. 1883).[40]
- 1978 - Los Angeles, Estats Units - Bertha Parker Pallan, arqueòloga.[41]
- 1980 - Grand Rapidsː Pearl Kendrick, bacteriòloga estatunidenca, que codesenvolupà el primer vaccí per a la tos ferina (n. 1890).[42]
- 1982 - Londres (Anglaterra): Philip Noel-Baker, atleta, polític i diplomàtic anglès, Premi Nobel de la Pau de l'any 1959 (n. 1889)
- 1992 - Unkel (Alemanya): Willy Brandt, polític alemany (n. 1913).[43]
- 2004 - París (França): Jacques Derrida, filòsof francès (n. 1930).[44]
- 2022 - Fornalutx, Mallorca: Gabrielle Beaumont, escriptora i directora de cinema.[45]

## Festes i commemoracions
- Santoral: santa Pelàgia d'Antioquia, santa Reparada, màrtir; Tais, anacoreta; Evodi de Rouen; sants Màrtirs de Turón, germans de La Salle; beats 46 màrtirs maristes de Montcada.
- Festa local de Lles de Cerdanya, a la comarca de la Cerdanya